# Carl Wahrenberg
Carl Gustaf Wahrenberg, född den 27 november 1859 i Stockholm, död 1934, var en svensk präst.
Wahrenberg var av prästsläkt: hans far Erik Roland Wahrenberg var kontraktsprost och kyrkoherde i Tillinge församling. Modern hette Fredrika Adolfina Gustafva Utterbeck. Efter studier i Enköping och Uppsala blev sonen Wahrenberg student på sistnämnda ort 1878 och inskrevs som student vid Uppsala universitet. Där avlade han teologisk-filosofisk examen 1882, teoretisk-teologisk examen 1886 och praktisk-teologisk examen 1887. Sistnämnda år prästvigdes han också.
Som präst blev Wahrenberg först komminister i Österåkers församling 1892 samt hospitalspredikant vid Uppsala hospital 1894. År 1907 utnämndes han till kyrkoherde i Litslena och Husby-Sjutolfts församlingar. Från 1927 var han tillika tillförordnad som vikarierande kontraktsprost för Trögd, det kontrakt vari församlingarna ligger.